# NGC 5362
NGC 5362 este o galaxie spirală situată în constelația Câinii de Vânătoare. A fost descoperită în 9 aprilie 1787 de către William Herschel. Se află la o distanță de 27,8 de megaparseci de Pământ.